# Милутин Борисављевић
Милутин Борисављевић (Крагујевац, 25. јун 1889 — Париз, 3. јул 1970) био је српски архитекта и естетичар. Борисављевић је студирао и докторирао на Сорбони.

## Биографија
Наводи се као угледни архитекта и један од најистакнутијих критичара међуратне архитектуре.
Данас се Борисављевић сматра родоначелником Друштва архитеката Београда. Од 2007. године кружна улица (управна на Преливачку улицу) у Борчи носи име Милутина Борисављевића

## Архитектонска дела
Извесни непоуздани извори тврде да је најзначајније Борисављевићево дело зграда Београдске берзе из 1934. године, у коју се 1951. уселио Етнографски музеј, што је, међутим, нетачно — ову зграду пројектовао је београдски архитекта Александар Ђорђевић уз сарадњу архитекте Григорија Самојлова (који је израдио перспективни приказ у пројекту Берзе).

### Стамбени објекти
Након Првог светског рата уследила је интензивна градња на подручју Београда. То се одразило и на градњу Копитареве градине. Ово подручје насељавају припадници средње класе, а као аутори пројеката њихових кућа појављују се у то време познате београдске архитекте попут Милутина Борисављевића, Бранислава Којића и Богдана Несторовића.
Један од Борисављевићевих најзначајнијих радова је  кућа Флашар у улици Корнелија Станковића 16 Као објекат резиденцијалног типа (вила) одликују га прецизна израда детаља спољашњости, лакоћа перцептивности и хармоничан однос јасно пропорционалних делова и целине
Посебно је интересантна његова активност у познатој термалној бањи Велинграду у Родопима (Бугарска), где је 1928. г. за рачун београдског индустријалца, Стојадина Стевовића (1888—1945), пројектовао Вилу „Рајна” за потребе породица Стевовић и Симић. Вила је изграђена исте године у духу тада преовлађујућег француског класицизма, али са дискретним декоративним елементима у стилу Арт Декоа. Данас је Вила „Рајна”, у складу са прописима Републике Бугарске, заштићена као споменик културе од регионалног значаја.
У Нишу је 1930. године пројектовао зграду трговца Андоновића на броју 41, која се сматра највреднијом архитектонском грађевином између два светска рата. Рађена је у духу француског класицизма. У питању је двоспратна кућа са једним већим и шест мањих балкона. Читав објекат је прекривен дубоким рељефом у вештачком камену, а посебно се издвајају пиластри и капители, као и фигура нагог Меркура у централном делу зграде који у рукама држи симболе богатства што је у складу са статусом тадашњег богатог трговца, власника зграде.
И поред интензивне међуратне архитектонске праксе и извесног настојања да се прилагоди, Борисављевић се тешко уклопио у послератни градитељски миље. Током овог периода (по сопственом признању) пројектовао је велику зграду преко пута споредног улаза у Бели двор. Убрзо, одбачен од средине, сели се у Париз где умире 1970.

### Јавни објекти
Борисављевић је поред мноштва приватних, махом стамбених објеката и покојег јавног, пројектовао и ограду око Студентског парка на истоименом тргу у Београду, која је подигнута 1929. године. Урађена је у облику ћириличног слова „П” са две капије од кованог гвожђа, а оријентисаних ка самом тргу. Помиње се и као један од критичара и заговорника урбанистичко-архитектонског уобличавања Трга републике, Теразија и тзв. „Теразијске терасе”, против чије изградње је написао низ чланака у дневној штампи, али попут његових бројних колега, није постигао неки већи успех
Пројектовао је две мање капелице у дну Француског војног гробља у Београду 1930. године (ограду и уређење гробља пројектовао је накнадно арх. Рајко Татић), које је потпуно обновљено 2004. године.

## Естетика и теорија архитектуре
- Борисављевић, Др Милутин: „Архитектонски проблеми из монументалне, надгробне, црквене, јавне, приватне и индустријске архитектуре”, изд. Геца Кон, Београд, 1931, стр. 71, илустрација бр. 69.
- Борисављевић, Др Милутин: „Ce que l'architecture peut exprimer”, in „La construction moderne”, no.30,XXXIXème année, 1924, стр.27-29.
- Борисављевић, Др Милутин: Неимар, часопис за архитекте, предузимаче и кућевласнике, Београд, 1930, стр. 1-12.